# Wilton (Nueva York)
Wilton es un pueblo ubicado en el condado de Saratoga en el estado estadounidense de Nueva York. En el año 2000 tenía una población de 12,511 habitantes y una densidad poblacional de 134 personas por km².

## Geografía
Wilton se encuentra ubicado en las coordenadas 43°10′47.96″N 73°44′40.76″O / 43.1799889, -73.7446556.

## Demografía
Según la Oficina del Censo en 2000 los ingresos medios por hogar en la localidad eran de $53,971, y los ingresos medios por familia eran $61,056. Los hombres tenían unos ingresos medios de $42,451 frente a los $29,609 para las mujeres. La renta per cápita para la localidad era de $22,391. Alrededor del 5.1% de la población estaban por debajo del umbral de pobreza.